# Bertelsmann Building
Das 1540 Broadway, früher Bertelsmann Building, ist ein 223 Meter hoher Wolkenkratzer in Manhattan in New York City. Der Büroturm wurde bis 2004 nach seinem einstigen Hauptmieter und Besitzer, dem Medienunternehmen Bertelsmann, benannt.

## Beschreibung
Das Bürohochhaus steht im Theater District am Broadway zwischen der 45th und 46th Street direkt am Times Square in Midtown Manhattan. Es umschließt ein anderes kleineres Gebäude an der nordwestlichen Ecke. Nachbargebäude sind nördlich der 47-stöckige Hotelturm TSX Broadway (1568 Broadway), Four Times Square im Süden und der 211 m hohe Americas Tower im Osten.
Das Gebäude wurde von David Childs vom Architekturbüro Skidmore, Owings and Merrill entworfen. Die Planung für einen Wolkenkratzer als Bertelsmann-Hauptsitz in New York City bestand schon in den späten 1980ern. Die Bauarbeiten begannen im Jahr 1989 und endeten in der Mitte des Jahres 1990. Das Gebäude besteht aus einem 223,4 m hohen Büroturm mit 44 Etagen und einem mit großen Werbeflächen versehenen Sockel. Der Turm mit 79.896 m² Bürofläche besitzt eine Fassade aus blauem und grünem Glas mit vertikalen Aluminiumpfosten. Im Gebäude befand sich bis 2009 die Nordamerika-Zentrale des Bertelsmann-Verlags mit dem Virgin Megastore, der weltweit einer der größten Plattenläden war. Eigentümer sind die britische Großbank HSBC und Edge Funds Advisors, die sich die Bürogeschosse teilen, sowie Vornado Realty Trust, der im Besitz der Einzelhandelsflächen ist. Der Turm ist mit Stand 2024 das 75-höchste Gebäude in New York City.
Der Wolkenkratzer wurde von Broadway State Partners (Joint Venture zwischen Ian Bruce Eichner und VMS Development) mit dem Namen „One Broadway Place“ erbaut. Nach der Fertigstellung 1990 stand das Gebäude drei Jahre leer, ehe Bertelsmann das Gebäude 1992 aus der Insolvenz kaufte und seinen US-Hauptsitz dorthin verlegte. Ende der 1990er Jahre wurden mehrere Einzelhandelsgeschäfte und Restaurants eröffnet, darunter 1996 das erste „Official All-Star Café“ der von Hollywood-Stars gegründeten Restaurantkette Planet Hollywood. Die Paramount Group erwarb das Gebäude im Jahr 2004 von Bertelsmann. Danach gab es mehrere Eigentümerwechsel, ehe 2010 und 2011 HSBC und Edge Funds das Gebäude erwarben. Seitdem ist der Wolkenkratzer offiziell nach seiner Adresse „1540 Broadway“ benannt. 2019 unterzogen die Eigentümer dem Gebäude für 40 Millionen US-Dollar einer Renovierung. Planet Hollywood wurde im August 2021 geschlossen. Zu den aktuellen Büromietern gehören unter anderem das Softwareunternehmen Adobe Inc., die Nachrichtenagentur Xinhua, das Schmuckunternehmen Pandora und das Pharmaunternehmen Schrödinger Inc.
Die Einzelhandelsflächen im Sockel nehmen 18.301 m² ein und sind seit 2006 im Besitz des Immobilien-Treuhandfonds Vornado Realty Trust. Mieter sind mit Stand 2023 Forever 21, Disney, MAC Cosmetics, die United States Polo Association und Sunglass Hut mit einem Flagship Store.

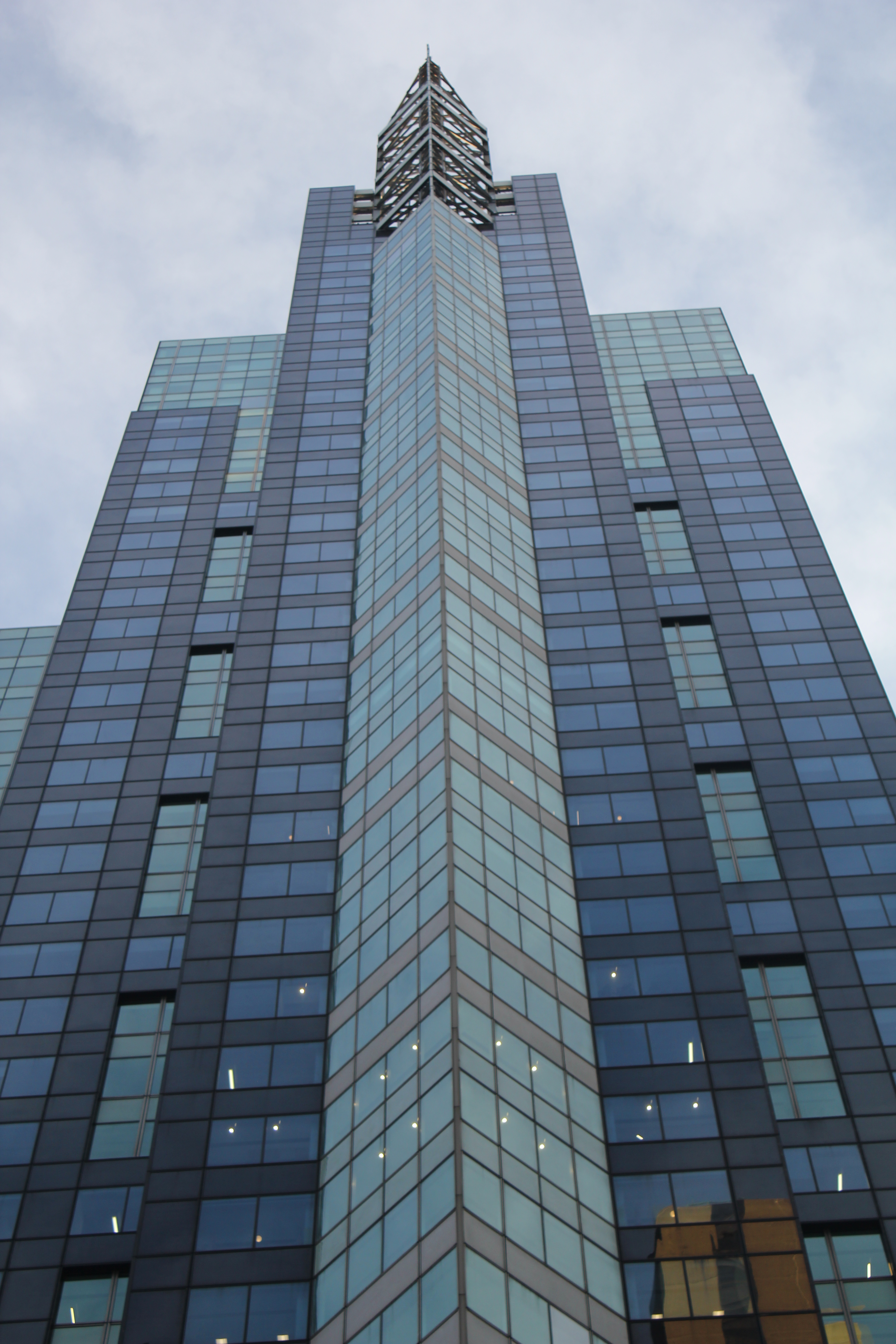
Vertikaler Blick zur Turmspitze
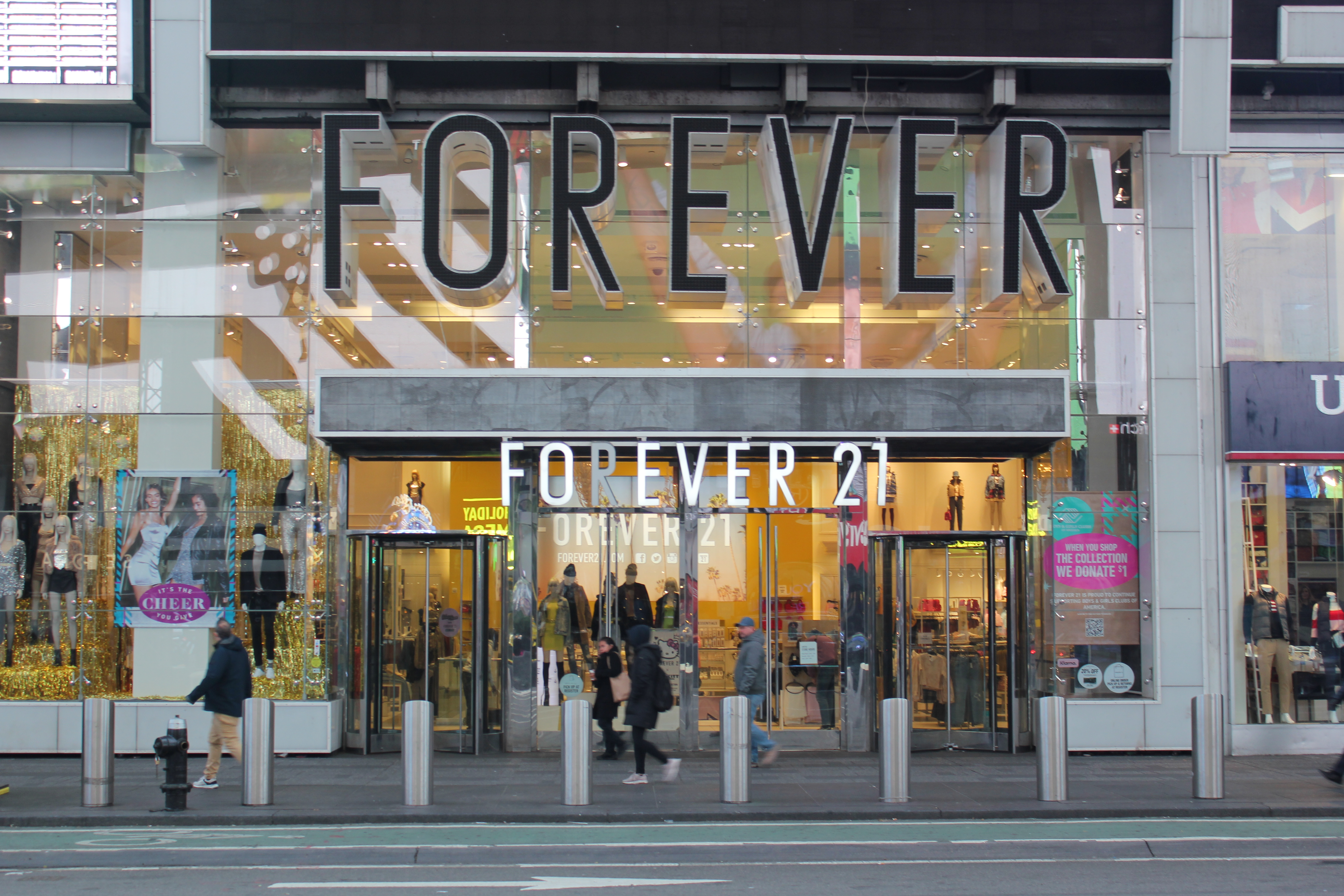
Forever 21 Shop
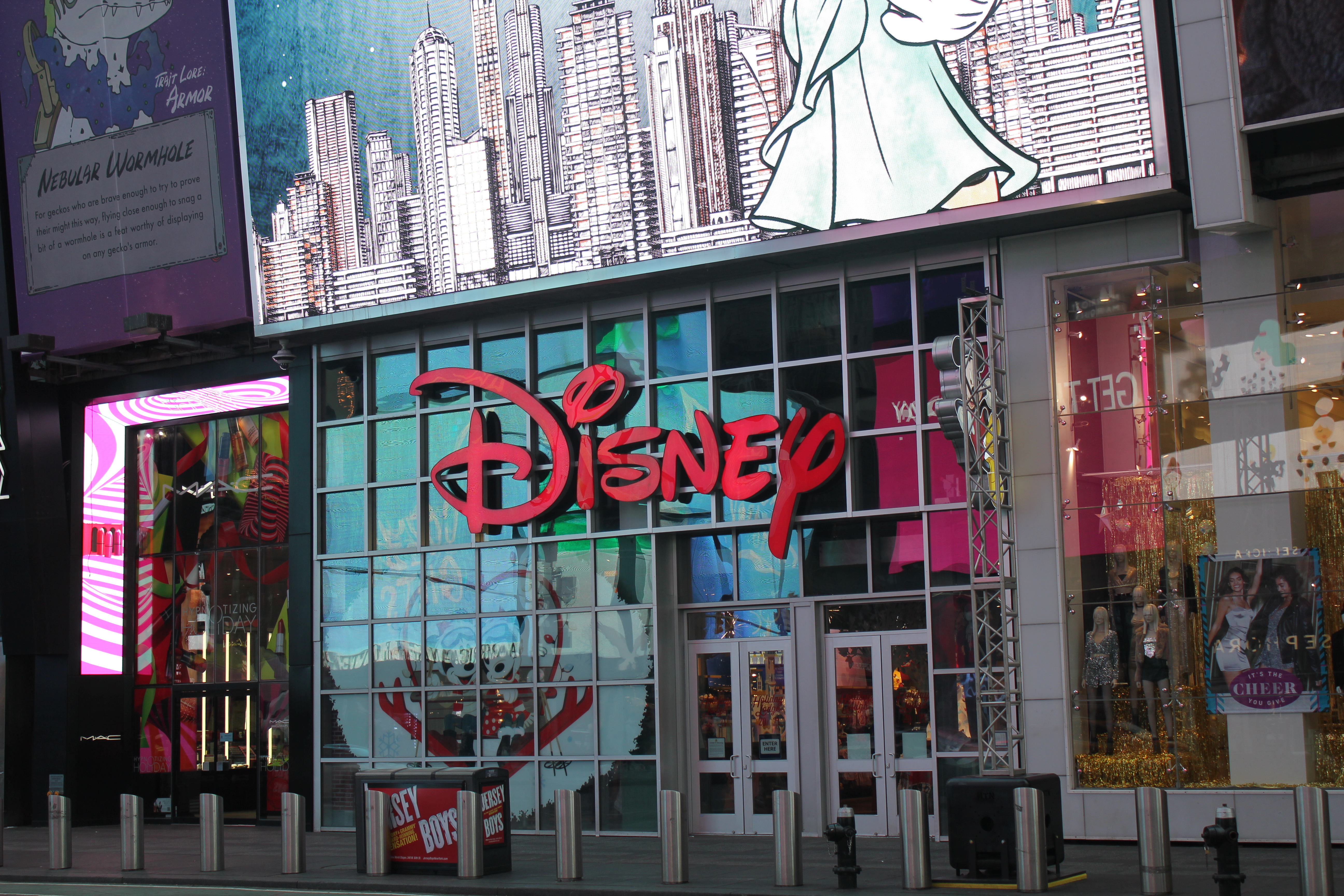
Disney Store
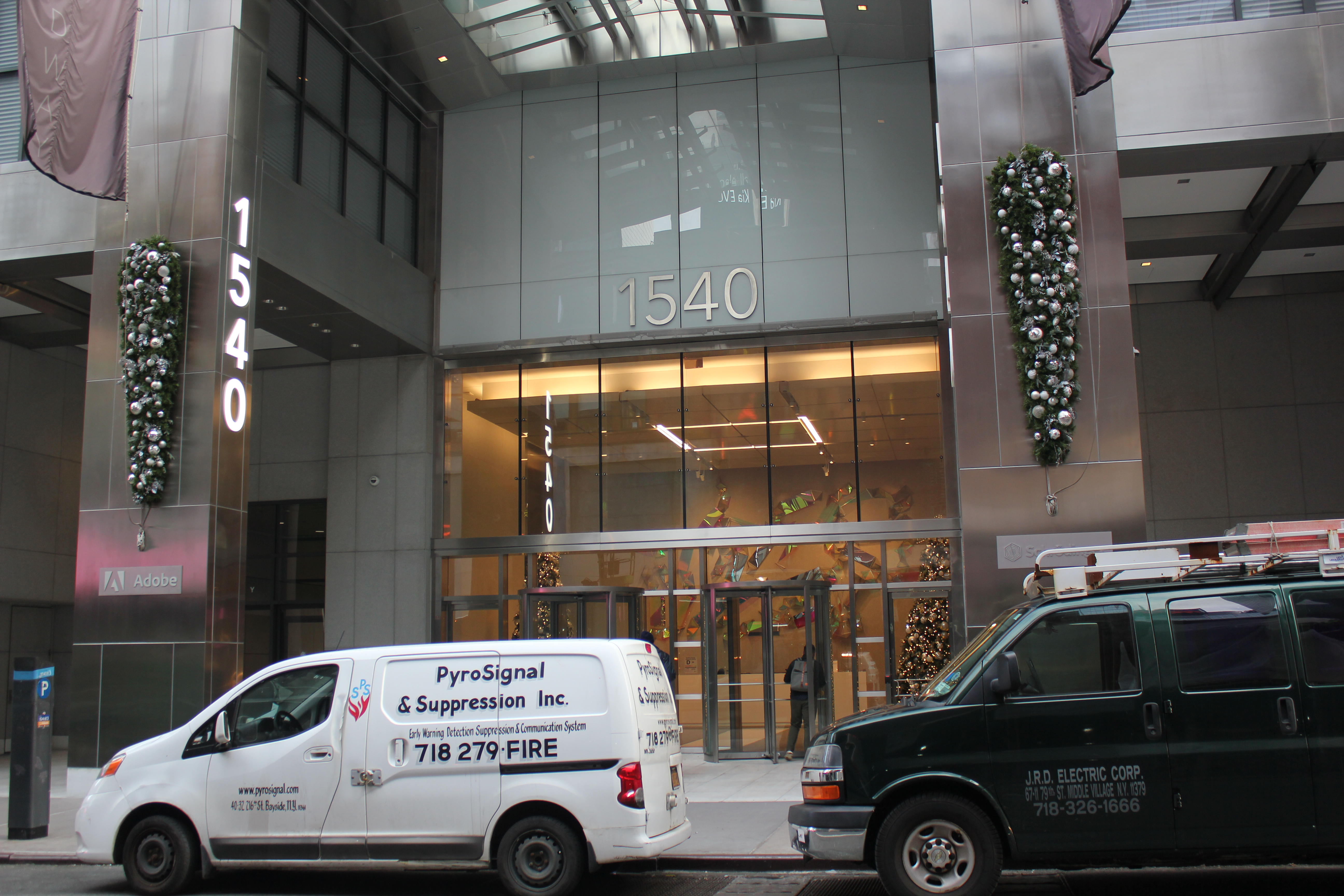
Haupteingang in der 45th Street
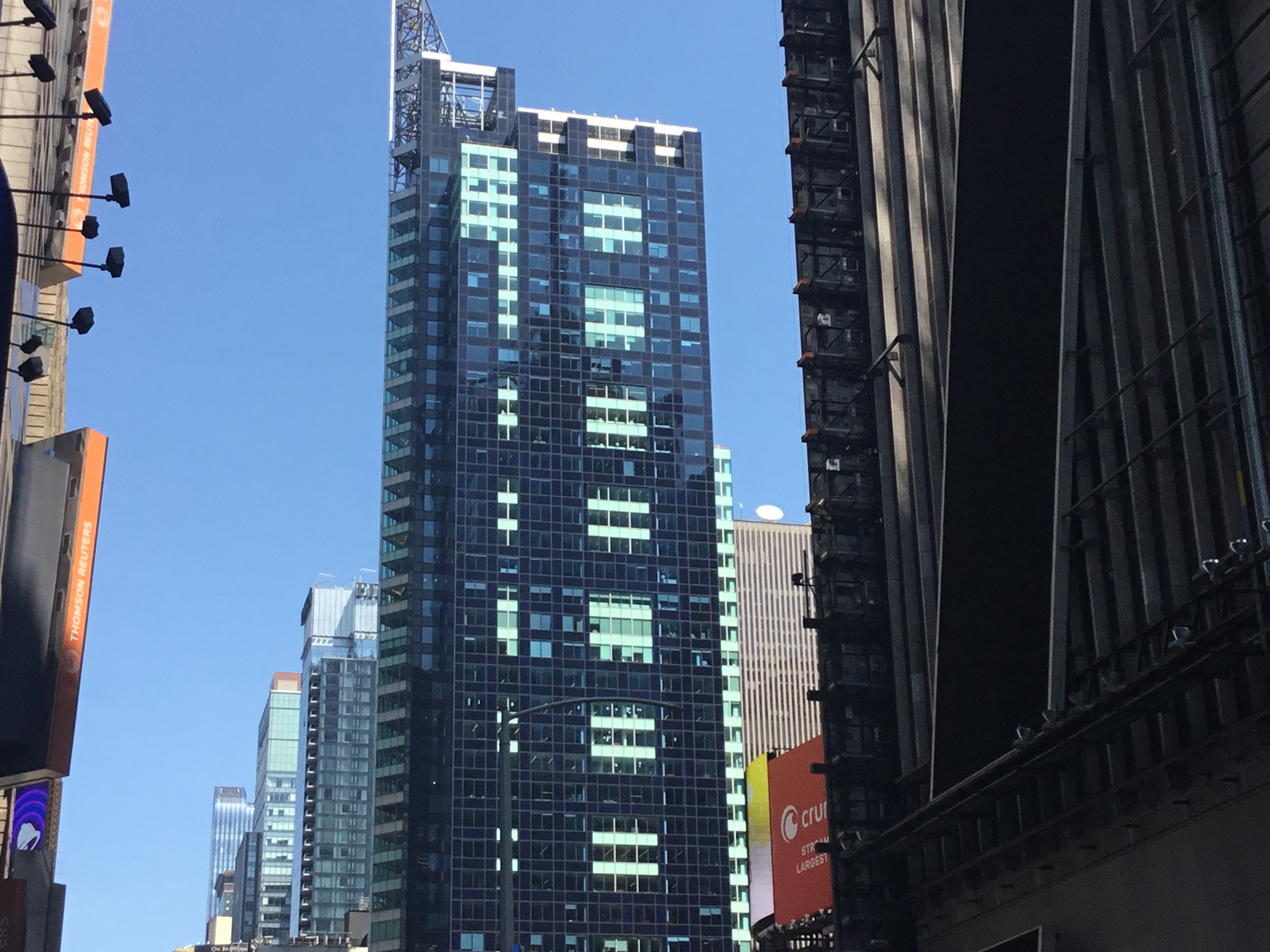
Der Büroturm im August 2021